# Kestert
Kestert település Németországban, Rajna-vidék-Pfalz tartományban. Lakosainak száma 630 fő (2023. december 31.). Kestert Boppard és Kamp-Bornhofen községekkel határos.

## Népesség
A település népességének változása:
| Lakosok száma | 856  | 581  | 577  | 580  | 616  | 630  |
|               | 1975 | 2017 | 2019 | 2021 | 2022 | 2023 |